# Иргели
Иргели (каз. Іргелі, до 1998 г. — Прямой Путь) — село в Карасайском районе Алматинской области Казахстана. Административный центр Иргелинского сельского округа. Находится примерно в 12 км к востоку от центра города Каскелен. Код КАТО — 195247100.

## Население
В 1999 году население села составляло 4356 человек (2108 мужчин и 2248 женщин). По данным переписи 2009 года в селе проживали 6284 человека (3170 мужчин и 3114 женщин).

## Известные уроженцы
- Сара Кузембаева (род. 1937) — казахский советский музыковед.